# Nastasiivka
Nastasiivka  (ucraniano: Настасіївка) es una localidad del Raión de Berezivka en el Óblast de Odesa de Ucrania. Según el censo de 2001, tiene una población de 656 habitantes.